# Nikl(II) hidroksid
Nikl(II) hidroksid Ni(OH)2 je nerastvorljivo jedinjenje sa snažnim redoks svojstvima i širokom laboratorijskom i industrijskom primenom. Najčešće se koristi u punećim elektrodama baterija, preko oksidacije nikl(III) oksid-hidroksida.

## Osobine
Nikl(II) hidroksid ima dve dobro poznate polimorfne strukture, α i β formu. α struktura se sastoji od Ni(OH)2 slojeva sa interkaliranim anjonima molekula vode koji zauzimaju prostor između slojeva. β forma je heksagonalno najgušće pakovana struktura 2+ i - jona, bez drugih interkaliranih jona. U prisustvu vode, α polimorf se tipično razlaže do β forme usled rastvaranja i rekristalizacije. Osim α i β polimorfa, nekoliko γ nikl hidroksida je poznato. Oni su osobeni po kristalnoj strukturi sa mnogo većim rastojanjima između slojeva.

## Reakcije
2 brzo podleže oksidaciji do nikl oksihidroksida, NiOOH, u kombinaciji sa reakcijom redukcije.
Reakcija 1
Reakcija 2

## Literatura
- Zumdahl, Steven S. (2009). Chemical Principles 6th Ed. Houghton Mifflin Company. стр. A22. ISBN 978-0-618-94690-7.